# Über die Schönheit häßlicher Bilder
Über die Schönheit häßlicher Bilder ist eine Sammlung von 33 Essays von Max Brod, die 1913 bei Kurt Wolff veröffentlicht wurde. Der Untertitel zu den Essays lautet „Ein Vademecum für Romantiker unserer Zeit“.

## Beschreibung
Kaum ein Thema der modernen Kultur (mit Ausnahme des Sports) wird unberücksichtigt gelassen. Dabei herrscht ein „fröhlicher Dilettantismus“ vor, Expertentum wird nicht angestrebt. Das Prinzip der Improvisation ist prägend. Die Haltung des Flaneurs, der unabhängige Spaziergänger ist der Adressat.

## Die Essays im Einzelnen
- Über die Schönheit häßlicher Bilder
- Gegen moderne Möbel
- Der Frauen-Nichtkenner
- Der allerletzte Brief
- Zufällige Konzerte
- Mein Tod
- Unter Kindern
- Der Ordnungsliebende
- Panorama
- Kinematographentheater
- Notwendigkeit des Theaters
- Torquarto Tasso
- Bewegungen auf der Bühne
- Die Liebe wacht
- Louskáček
- König Wenzel IV
- Weiße Wände
- Untergang des Dramas
- Ideen für Ausstattungsstücke
- Illusion – Die Vorstadtbühne
- Das Wunderkind
- Im Chantant
- Liane de Vriès
- Höhere Welten
- Kommentar zu Robert Walser
- Verworrene Nebengedanken
- Meyerbeer
- Gustav Mahlers III. Symphonie, von ihm selbst dirigiert
- VI. Symphonie von Gustav Mahler
- Kleine Konzerte
- Smetana
- Das Berlioz-Theater

### Ausgaben mit Veröffentlichungshinweisen
- Über die Schönheit häßlicher Bilder. Ein Vademecum für Romantiker unserer Zeit. Kurt Wolff Verlag, Leipzig 1913. – Die Originalausgabe, 213 S.
- Über die Schönheit häßlicher Bilder. Ein Vademecum für Romantiker unserer Zeit. Zsolnay, Wien / Hamburg 1967. – Die 33 ursprünglichen Essays plus sechs weitere, 253 S.
- Über die Schönheit häßlicher Bilder. Dichter und Schriftsteller über Maler und Malerei (1880–1933). Herausgegeben und mit einem Nachwort von Wolfgang Tenzler. Buchverlag Der Morgen, Berlin 1982. – Hierbei handelt es sich um eine andere Zusammenstellung (verschiedener Autoren), wobei der Titel sowie der titelgebende Essay (S. 174–176) von Brods Werk übernommen wurden.
- Über die Schönheit häßlicher Bilder. Essays zu Kunst und Ästhetik (= Max Brod: Ausgewählte Werke). Mit einem Vorwort von Lothar Müller. Wallstein Verlag, Göttingen 2014, ISBN 978-3-8353-1342-2. – Die 33 ursprünglichen Essays plus 21 weitere aus den Jahren 1906–1968.[3]
- Über die Schönheit häßlicher Bilder. Ein Vademecum für Romantiker unserer Zeit. Deutsche Nationalbibliothek, Leipzig / Frankfurt am Main 2021. – Das Original als Online-Ressource.